# Badminton bei den African Youth Games
Badminton wurde bei den African Youth Games (AYG) erstmals 2014 gespielt. Bei der Erstauflage 2010 gehörte Badminton nicht zum Programm der Spiele.

## Austragungsorte
| Jahr | Nr. | Ort      | Datum                                      |
| ---- | --- | -------- | ------------------------------------------ |
| 2010 | I   | Rabat    | 13. bis 18. Juli 2010, ohne Badminton      |
| 2014 | II  | Gaborone | 22. bis 31. Mai 2014                       |
| 2018 | III | Algier   | 19. bis 28. Juli 2018                      |
| 2022 | IV  | Kairo    | 26. August bis 6. September 2022, abgesagt |
| 2026 | IV  | Maseru   | 2026                                       |

## Die Titelträger
| Saison | Herreneinzel         | Dameneinzel           | Herrendoppel                                  | Damendoppel                        | Mixed                                | Mannschaft               |
| ------ | -------------------- | --------------------- | --------------------------------------------- | ---------------------------------- | ------------------------------------ | ------------------------ |
| 2014   | Georges Paul         | Dorcas Ajoke Adesokan | Georges Paul Kounal Soubbaroyan               | Dorcas Ajoke Adesokan Deborah Ukeh | Georges Paul Aurélie Allet           | Nigeria (X)              |
| 2018   | Jean Bernard Bongout | Halla Bouksani        | Khalil Safana Shamsuddeen Ahmad Balarabe Umar | Halla Bouksani Linda Mazri         | Mahmoud Montaser Mahmoud Jana Ashraf | Nigeria (M) Algerien (F) |